# Mary Odile Cahoon
Mary Odile Cahoon OSB (1929-2011) va ser una monja benedictina estatunidenca que va ser una de les primeres dones a investigar a l'Antàrtida.
Es va doctorar en biologia i va impartir classes al Col·legi de Sant Escolàstica.
El 1974, Mary Odile Cahoon i Mary Alice McWhinnie es van convertir en les primeres dones científiques que van passar l'hivern a l'estació de McMurdo (Antàrtida), junt amb 128 homes.